# Mohammed Muntari
Mohammed Muntari (Kumasi, Ghána, 1993. december 20. –) ghánai származású honosított katari válogatott labdarúgó, az El-Garáfa csatára.

## Pályafutása

### A válogatottban
Muntari Ghánában született és nőtt fel, de pályafutása elején Katarba költözött, és állampolgárságot szerzett. 2014 decemberében meghívták a katari válogatottba. 2014. december 27-én mutatkozott be az Észtország elleni barátságos mérkőzésen, ahol megszerezte első gólját.
2022. november 25-én gólt szerzett a 2022-es világbajnokság csoportkörmérkőzésén a Szenegál elleni találkozón. Ez volt Katar első gólja a világbajnokságok történetében..